# Зианчуринский район
Зианчу́ринский райо́н (баш. Ейәнсура районы) — административно-территориальная единица (район) и муниципальное образование (муниципальный район) в её границах под наименованием муниципальный район Зианчуринский район (баш. Ейәнсура районы муниципаль районы) в составе Республики Башкортостан Российской Федерации.
Административный центр — село Исянгулово, находящееся в 337 км от Уфы.

## Географическое положение и климат
Район находится на юге республики, граничит с Оренбургской областью. Площадь территории района составляет 3342 км². Расположен в западной части Зилаирского плато. Рельеф характеризуется сильным расчленением, преобладанием меридионально ориентированных грядово-увалистых форм. В недрах выявлены запасы нефти, песка, известняков, доломитов. Климат континентальный и недостаточно увлажнённый. Протекают реки Большой Ик, Большая и Малая Сурень, Ассель, Касмарка, Казанбулак, Куруил, Ускалык.
Почвы в зависимости от форм рельефа выщелоченные и оподзоленные чернозёмы, тёмно-серые лесные и маломощные грубоскелетные. Растительность имеет лесостепной характер. На западе преобладает лугово-степной ландшафт. Леса (липа, дуб, тополь, клён, берёза, осина) занимают около 35 % площади района.

## История
Образован 20 августа 1930 года, когда согласно постановлению президиума ВЦИК было ликвидировано разделение Башкирской АССР на кантоны и образовано 48 районов. Салиховская и Усерганская волости, выделившись из Зилаирского кантона, образовали новый район.

## Население
| 2002    | 2008    | 2009    | 2010    | 2012    | 2013    | 2014    | 2015    | 2016    |
| ------- | ------- | ------- | ------- | ------- | ------- | ------- | ------- | ------- |
| 30 091  | ↘29 979 | ↗30 120 | ↘27 626 | ↘27 325 | ↘26 821 | ↘26 472 | ↘26 019 | ↘25 850 |
| 2017    | 2021    |         |         |         |         |         |         |         |
| ↘25 582 | ↘24 522 |         |         |         |         |         |         |         |

Согласно прогнозу Минэкономразвития России, численность населения будет составлять:
- 2024 — 24,78 тыс. чел.
- 2035 — 22,73 тыс. чел.

### Национальный состав
Согласно Всероссийской переписи населения 2010 года: башкиры — 70,6 %, русские — 15,1 %, татары — 11,8 %, чуваши — 1 %, лица других национальностей — 1,5 %.
Национальный состав по переписям:
| Год  | башкиры | русские | татары |
| ---- | ------- | ------- | ------ |
| 1970 | 58,6 %  |         | 12,5 % |
| 1989 | 65,7 %  |         | 12,9 % |
| 2002 | 71,5 %  | 15,5 %  | 10,5 % |
| 2010 | 70,6 %  | 15,1 %  | 11,8 % |

По итогам переписи населения 2020 года проживали следующие национальности (национальности менее 0,1 % и другое см. в сноске к строке «Другие»):
| Национальность | Численность, чел. | Доля     |
| -------------- | ----------------- | -------- |
| Башкиры        | 17 690            | 72,14 %  |
| Русские        | 3578              | 14,59 %  |
| Татары         | 2876              | 11,73 %  |
| Чуваши         | 109               | 0,44 %   |
| Казахи         | 92                | 0,38 %   |
| Узбеки         | 49                | 0,20 %   |
| Другие         | 128               | 0,52 %   |
| Итого          | 24 522            | 100,00 % |

### Языковой состав
Согласно Всероссийской переписи населения 2010 года родными языками населения являлись:
башкирский — 70,1 %, русский — 16,9 %, татарский — 10,7 %.
Согласно Всероссийской переписи населения 2020 года родными языками населения являлись:
башкирский — 72,2 %, русский — 15,4 %, татарский — 11,3 %.

## Административное деление
В Зианчуринский район как административно-территориальную единицу республики входит 15 сельсоветов.
В одноимённый муниципальный район в рамках местного самоуправления входит 15 муниципальных образований со статусом сельского поселения:
| №     | Муниципальное образование  | Административный центр | Количество населённых пунктов | Население (чел.) | Площадь (км²) |
| ----- | -------------------------- | ---------------------- | ----------------------------- | ---------------- | ------------- |
| 1e-06 | Сельское поселение         |                        |                               |                  |               |
| 1     | Абзановский сельсовет      | село Абзаново          | 7                             | ↘1867            | 316,54        |
| 2     | Абуляисовский сельсовет    | деревня Малиновка      | 3                             | ↗570             | 216,59        |
| 3     | Баишевский сельсовет       | деревня Баишево        | 8                             | ↘1162            | 328,47        |
| 4     | Байдавлетовский сельсовет  | деревня Серегулово     | 5                             | ↘966             | 213,03        |
| 5     | Бикбауский сельсовет       | деревня Трушино        | 5                             | ↘820             | 226,68        |
| 6     | Исянгуловский сельсовет    | село Исянгулово        | 4                             | ↘8485            | 100,08        |
| 7     | Казанбулакский сельсовет   | деревня Идельбаково    | 2                             | ↘1403            | 293,71        |
| 8     | Муйнакский сельсовет       | деревня Верхний Муйнак | 7                             | ↘1405            | 269,63        |
| 9     | Новопетровский сельсовет   | деревня Новопетровское | 3                             | ↘1407            | 183,10        |
| 10    | Новочебенкинский сельсовет | село Ишемгул           | 6                             | ↘1678            | 196,71        |
| 11    | Сакмарский сельсовет       | село Арсёново          | 3                             | ↘663             | 137,48        |
| 12    | Суренский сельсовет        | село Кугарчи           | 6                             | ↗1313            | 332,73        |
| 13    | Тазларовский сельсовет     | село Тазларово         | 7                             | ↘1293            | 108,15        |
| 14    | Утягуловский сельсовет     | деревня Утягулово      | 4                             | ↘1207            | 182,37        |
| 15    | Яныбаевский сельсовет      | деревня Яныбаево       | 8                             | ↘1330            | 237,08        |

### Населённые пункты
| №  | Населённый пункт                      | Тип     | Население | Муниципальное образование  |
| -- | ------------------------------------- | ------- | --------- | -------------------------- |
| 1  | Абзаново                              | село    | ↘882      | Абзановский сельсовет      |
| 2  | Абуляисово                            | деревня | ↘265      | Абуляисовский сельсовет    |
| 3  | Агурда                                | деревня | ↘89       | Баишевский сельсовет       |
| 4  | Акдавлетово                           | деревня | ↘84       | Баишевский сельсовет       |
| 5  | Алибаево                              | деревня | ↘139      | Абзановский сельсовет      |
| 6  | Арсёново                              | село    | ↘560      | Сакмарский сельсовет       |
| 7  | Аютово                                | деревня | ↘129      | Исянгуловский сельсовет    |
| 8  | Баишево                               | деревня | ↘431      | Баишевский сельсовет       |
| 9  | Байдавлетово                          | село    | ↘207      | Байдавлетовский сельсовет  |
| 10 | Башкирская Ургинка                    | деревня | ↘866      | Новопетровский сельсовет   |
| 11 | Башкирская Чумаза                     | деревня | ↘404      | Абзановский сельсовет      |
| 12 | Башкирский Бармак                     | деревня | ↘95       | Яныбаевский сельсовет      |
| 13 | Бикбау                                | село    | ↘199      | Бикбауский сельсовет       |
| 14 | Биккужа                               | деревня | ↘85       | Тазларовский сельсовет     |
| 15 | Биштиряк                              | деревня | ↘197      | Баишевский сельсовет       |
| 16 | Богдановка                            | деревня | ↘29       | Суренский сельсовет        |
| 17 | Бужан                                 | деревня | ↘72       | Абуляисовский сельсовет    |
| 18 | Верхнее Мамбетшино                    | деревня | ↘265      | Яныбаевский сельсовет      |
| 19 | Верхний Муйнак                        | деревня | ↘490      | Муйнакский сельсовет       |
| 20 | Верхний Сарабиль                      | деревня | ↘22       | Тазларовский сельсовет     |
| 21 | Верхняя Бикберда                      | деревня | ↘191      | Бикбауский сельсовет       |
| 22 | Габбасово                             | деревня | ↘118      | Муйнакский сельсовет       |
| 23 | Георгиевский                          | хутор   | ↘3        | Яныбаевский сельсовет      |
| 24 | Деревня фермы № 3 Сакмарского совхоза | деревня | ↘194      | Сакмарский сельсовет       |
| 25 | Ибраево                               | деревня | ↘479      | Байдавлетовский сельсовет  |
| 26 | Ивановка                              | деревня | ↘3        | Тазларовский сельсовет     |
| 27 | Идельбаково                           | деревня | ↘1283     | Казанбулакский сельсовет   |
| 28 | Идяш                                  | деревня | ↘613      | Утягуловский сельсовет     |
| 29 | Ильмаля                               | деревня | ↘205      | Баишевский сельсовет       |
| 30 | Исянгулово                            | село    | ↗7682     | Исянгуловский сельсовет    |
| 31 | Иткулово                              | деревня | ↘383      | Абзановский сельсовет      |
| 32 | Ишемгул                               | село    | ↘671      | Новочебенкинский сельсовет |
| 33 | Казанка                               | деревня | ↘303      | Казанбулакский сельсовет   |
| 34 | Калимуллино                           | деревня | ↘74       | Новочебенкинский сельсовет |
| 35 | Калининский                           | хутор   | ↘17       | Яныбаевский сельсовет      |
| 36 | Карадыган                             | деревня | ↘20       | Бикбауский сельсовет       |
| 37 | Каргала                               | деревня | ↘186      | Суренский сельсовет        |
| 38 | Кинзябулатово                         | деревня | ↗183      | Суренский сельсовет        |
| 39 | Кугарчи                               | село    | ↘856      | Суренский сельсовет        |
| 40 | Кужанак                               | деревня | ↘420      | Яныбаевский сельсовет      |
| 41 | Кузебеково                            | деревня | ↘157      | Новочебенкинский сельсовет |
| 42 | Кызылярово                            | деревня | ↘98       | Яныбаевский сельсовет      |
| 43 | Лукьяновский                          | деревня | ↘50       | Утягуловский сельсовет     |
| 44 | Луч                                   | деревня | ↘64       | Тазларовский сельсовет     |
| 45 | Мазитово                              | деревня | ↘212      | Муйнакский сельсовет       |
| 46 | Малиновка                             | деревня | ↘345      | Абуляисовский сельсовет    |
| 47 | Малое Байдавлетово                    | деревня | ↘15       | Тазларовский сельсовет     |
| 48 | Малый Муйнак                          | деревня | ↗96       | Суренский сельсовет        |
| 49 | Мухамедьяново                         | деревня | ↘146      | Абзановский сельсовет      |
| 50 | Назарово                              | деревня | ↘69       | Новочебенкинский сельсовет |
| 51 | Нижнее Мамбетшино                     | деревня | ↘75       | Яныбаевский сельсовет      |
| 52 | Нижний Муйнак                         | деревня | ↘73       | Муйнакский сельсовет       |
| 53 | Нижний Сарабиль                       | деревня | ↘96       | Тазларовский сельсовет     |
| 54 | Нижняя Акберда                        | деревня | ↘127      | Муйнакский сельсовет       |
| 55 | Нижняя Бикберда                       | деревня | ↘268      | Бикбауский сельсовет       |
| 56 | Ниязгулово                            | деревня | ↘119      | Абзановский сельсовет      |
| 57 | Новокасмартский                       | деревня | ↗6        | Баишевский сельсовет       |
| 58 | Новомихайловский                      | деревня | ↘11       | Баишевский сельсовет       |
| 59 | Новониколаевка                        | деревня | ↗227      | Новочебенкинский сельсовет |
| 60 | Новопавловка                          | село    | ↗649      | Исянгуловский сельсовет    |
| 61 | Новопетровское                        | деревня | ↘615      | Новопетровский сельсовет   |
| 62 | Новые Чебенки                         | село    | ↘593      | Новочебенкинский сельсовет |
| 63 | Русская Ургинка                       | деревня | ↘20       | Новопетровский сельсовет   |
| 64 | Сагитово                              | деревня | ↘243      | Баишевский сельсовет       |
| 65 | Сазала                                | деревня | ↘93       | Байдавлетовский сельсовет  |
| 66 | Серегулово                            | деревня | ↘306      | Байдавлетовский сельсовет  |
| 67 | Средний Муйнак                        | деревня | ↘176      | Муйнакский сельсовет       |
| 68 | Сулейманово                           | деревня | ↗20       | Байдавлетовский сельсовет  |
| 69 | Тазларово                             | село    | ↘1119     | Тазларовский сельсовет     |
| 70 | Тирякле                               | деревня | ↘75       | Сакмарский сельсовет       |
| 71 | Трушино                               | деревня | ↘221      | Бикбауский сельсовет       |
| 72 | Умбетово                              | деревня | ↘413      | Муйнакский сельсовет       |
| 73 | Утягулово                             | деревня | ↘478      | Утягуловский сельсовет     |
| 74 | Худабандино                           | деревня | ↘112      | Суренский сельсовет        |
| 75 | Юлдыбаево                             | деревня | ↘137      | Абзановский сельсовет      |
| 76 | Юнаево                                | деревня | ↘183      | Утягуловский сельсовет     |
| 77 | Янги-Юл                               | деревня | ↘196      | Исянгуловский сельсовет    |
| 78 | Яныбаево                              | деревня | ↘592      | Яныбаевский сельсовет      |

## Экономика
Основная отрасль экономики района — сельское хозяйство, специализирующееся на молочно-мясном скотоводстве и овцеводстве. Возделываются зерновые и кормовые культуры, подсолнечник.

## Транспорт
Автомобильные дороги связывают район с городами Уфой, Стерлитамаком, Магнитогорском, Оренбургом.

## Социальная сфера
В районе имеются профессиональное училище, 70 общеобразовательных школ, в том числе 22 средние, детская музыкальная школа, 34 массовые библиотеки, 49 клубных учреждений, районная центральная и 3 сельские участковые больницы. Издаётся газета на русском и башкирском языках «Зианчуринские зори» — «Ейәнсура таңдары».